# Diputació Provincial de Saragossa
La Diputació de Saragossa és l'òrgan institucional propi de la província de Saragossa que engloba als seus 294 municipis i s'encarrega d'oferir diversos serveis als ciutadans així com de fomentar la col·laboració entre els municipis.
Va ser establerta amb l'actual divisió d'Espanya en províncies per Javier de Burgos en 1833. El seu actual president és el socialista Juan Antonio Sánchez Quero, alcalde de Tobed. Dels 27 diputats que ha de tenir segons la llei, després de les eleccions municipals espanyoles de 2011, el PP té 12 diputats, el PSOE té 11, el PAR 2, Chunta Aragonesista 1 i IU 1.

## Competències
Entre les seves actuacions cal destacar la creació de la Institución Fernando el Católico, organisme autònom encarregat d'estudis locals i de la divulgació cultural en general; la conservació i gestió del Monestir de Veruela, del Palau d'Eguarás (Tarassona), de la Reial Capella de Santa Isabel de Portugal, del Palau de Sástago i de la Plaça de toros de Saragossa. És responsable de la xarxa de carreteres provincials i del servei provincial de bombers. Gestiona, a més, nombroses iniciatives de caràcter cultural (la Biblioteca Ildefons-Manuel Gil, l'arxiu, el taller-escola de ceràmica de Muel, el taller-escola de restauració de béns artístics, publicacions, exposicions, subvencions a projectes...), social (tarifes reduïdes a col·lectius com a joves o jubilats en diverses serveis propis o aliens a la diputació, la Residència d'Estudiants Ramón Pignatelli…) i administratius (serveis a municipis en arxius municipals, espais on-line o gestió tributària).

## Composició
Integren la Diputació Provincial, com a òrgans de govern d'aquesta, el president, els vicepresidents, la Junta de Govern, el Ple i les Comissions informatives.
Des del 25 de juny del 2015 el seu president és el socialista Juan Antonio Sánchez Quero.

### Corporació provincial
La Diputació de Saragossa es compon de 27 diputats provincials que són triats pels diferents partits judicials de la Província de Saragossa en raó als resultats aconseguits pels diferents partits amb relació a la representativitat de regidors als Ajuntaments una vegada constituïts aquests resultant de les eleccions municipals. Aquests diputats formen el ple de la corporació, màxim òrgan de govern de l'administració provincial. El ple es divideix en grups polítics atenent al repartiment en partits polítics. A continuació es relacionen els Diputats Provincials triats al juny de 2015 per al mandat fins a 2019.
| Diputats Provincials            | |                                   |        |        |
| Diputat                         | Càrrec en la diputació                                                                                                   | Càrrec municipal                  | Partit | Partit |
| Juan Antonio Sánchez Quero      | President | Alcalde de Tobed                  | PSOE   |        |
| Francisco Compés Martínez       | Delegat de l'Àrea de Vies i Obres i Recursos Agraris.                                                                    | Alcalde d'Almonacid de la Sierra  | PSOE   |        |
| Teresa Ladrero Parral           | Delegada de l'Àrea d'Economia i Hisenda.                                                                                 | Alcaldessa d'Eixea                | PSOE   |        |
| Óscar Lorente Sebastián         | Delegat de l'Àrea d'Assistència a municipis i Cooperació.                                                                | Alcalde de Cosuenda               | PSOE   |        |
| Martín Llanas Gaspar            | Delegat de l'Àrea de Plaça de Toros i 4t Espai.                                                                          | Regidor d'Épila                   | PSOE   |        |
| Pilar Mustieles Aranda          | Delegada de l'Àrea d'Igualtat i Ciudad Escolar Pignatelli.                                                               | Regidora de Casp                  | PSOE   |        |
| Cristina Palacín Canfranc       | Delegada de l'Àrea de Cultura, restauració de Béns Mobles i Immobles i Vicepresidència Institución Fernando El Católico. | Regidora de Fuentes de Ebro       | PSOE   |        |
| Pedro Feliciano Tabuenca López  | Delegat de l'Àrea de Benestar Social i Monestir de Veruela.                                                              | Alcalde d'Albeta                  | PSOE   |        |
| José Carlos Tirado Ballano      | Delegat de l'Àrea de Personal i UNED.                                                                                    | Alcalde d'Ariza                   | PSOE   |        |
| Mercedes Trébol Bartos          | Delegada de l'Àrea de l'Agència provincial de planejament i Impremta provincial.                                         | Alcaldessa de Torres de Berrellén | PSOE   |        |
| Alfredo Zaldívar Tris           | Delegat de l'Àrea de SEPI i President de la mesa de negociació de contractes.                                            | Alcalde de Remolinos              | PSOE   |        |
| Luis María Beamonte Mesa        | | Alcalde de Tarassona              | PP     |        |
| Francisco Javier Artajona Ramón | Delegat de l'Àrea de Butlletí Oficial de la Província                                                                    | Regidor de Fuentes de Ebro        | PP     |        |
| Luis Bertol Moreno              | | Alcalde de Figueruelas            | PP     |        |
| Inmaculada de Francisco Trigo   | Delegada de l'Àrea del Cementiri de la Cartuja                                                                           | Regidora de Plasencia de Jalón    | PP     |        |
| Miguel Ángel Francés Carbonel   | Delegat de l'Àrea de Fundació Segeda                                                                                     | Alcalde de Tauste                 | PP     |        |
| José Manuel Gimeno Castellón    | | Regidor de Calataiud              | PP     |        |
| Maria Ángeles Larraz Sánchez    | | Regidor d'Utebo                   | PP     |        |
| María Jesús Martínez del Campo  | Delegada de l'Àrea de Banda de Música                                                                                    | Regidora de Saragossa             | PP     |        |
| Marta Abengochea Aurensanz      | Delegada de l'Àrea de Projectes de Solidaritat Tercer Món                                                                | Regiora de Zuera                  | ZEC    |        |
| Elena García Juango             | Delegada de l'Àrea de Participació Municipal                                                                             | Regidor d'Alagón                  |        |        |
| José Ángel Miramón Serrano      | Delegat de l'Àrea de Viver i Movera                                                                                      | Regidor de Torres de Berrellén    |        |        |
| Rubén Ramos Antón               | Delegat de l'Àrea de Formació i Polítiques Educatives                                                                    | Regidor de Pastriz                |        |        |
| Mariano Javier Marcén Castán    | | Alcalde de Villanueva de Gállego  | C's    |        |
| María Elena Martínez Ortín      | Delegada de l'Àrea de Relacions Institucionals                                                                           | Regidora de Saragossa             |        |        |
| Bizén Fuster Santaliestra       | Delegat de l'Àrea de Turisme i Arxius i Biblioteques                                                                     | Regidor de Cuarte de Huerva       | CHA    |        |
| José Antonio Sanmiguel Mateo    | Delegat de l'Àrea de Tallers                                                                                             | Regidor de Calataiud              | PAR    |        |

## Presidents de la Diputació
| Període   | Nom del President          | Partit polític |
| --------- | -------------------------- | -------------- |
| 1983-1986 | Florencio Repollés Julve   |                |
| 1986-1987 | Carlos Alegre Sero         |                |
| 1987-1991 | José Marco                 |                |
| 1991-1995 | Pascual Marco Sebastián    |                |
| 1995-1999 | José Ignacio Senao Gómez   |                |
| 1999-2011 | Javier Lambán              |                |
| 2011-2015 | Luis María Beamonte        |                |
| 2015-...  | Juan Antonio Sánchez Quero |                |